# Wereldkampioenschappen kunstschaatsen junioren 1991
De Wereldkampioenschappen kunstschaatsen junioren zijn samen een jaarlijks terugkerend evenement dat door de Internationale Schaatsunie (ISU) wordt georganiseerd. De editie van 1991, de zestiende in de reeks, vond van 27 november tot en met 2 december 1990 plaats in Boedapest, Hongarije. Het was voor het eerst dat dit evenement in deze stad en in dit land plaatsvond.
Titels en medailles waren er te verdienen in de categorieën: jongens individueel, meisjes individueel, paarrijden en ijsdansen.

## Deelname
Er namen deelnemers uit een record aantal van 29 landen deel aan de kampioenschappen. Zij vulden het record aantal van 103 startplaatsen in. Voor het eerst namen er deelnemers -in elke categorie vulden zij een startplaats in- uit Noord-Korea deel, het 35e land dat aan de WK-junioren deelnam. Dit was ook de eerste editie dat een herenigd Duitsland deelnam in plaats van Oost- en West-Duitsland afzonderlijk. Na een of meerdere jaren afwezigheid maakten China, Mexico en Tsjechoslowakije hun rentree bij de WK-junioren. Ten opzichte van de vorige editie vaardigde alleen het toen debuterende Thailand deze editie geen deelnemers af.
De Brit Clive Shorten, deelnemer bij zowel de jongens als de paren, was de zevende junior die in hetzelfde jaar aan twee kampioenschappen deelnam. De Canadese Lorri Baier (1978, meisjes/paren), de Australiër Stephen Carr (1982, jongens/paren), het Amerikaanse trio Jerod Swallow (1985, paren/ijsdansen), Rudy Galindo (1986 + 1987, jongens/paren), Kristi Yamaguchi (1988, meisjes/paren) en de Japanner Tomoaki Koyama (1990, jongens/paren) gingen hem hierin voor.
Namens België nam Isabelle Balhan voor de derdemaal deel in het meisjestoernooi. Uit Nederland was debutante Monique van de Velden het zesde meisje dat in het meisjestoernooi uitkwam.
Deelnemende landen
(Tussen haakjes het totaal aantal startplaatsen in de vier toernooien.)
| Sovjet-Unie (11) Duitsland (10) Verenigde Staten (10) Canada (9) Frankrijk (7) Japan (5) Polen (5) Verenigd Koninkrijk (5) | Italië (4) Noord-Korea (4) China (3) Hongarije (3) Tsjecho-Slowakije (3) Australië (2) Bulgarije (2) Finland (2) | Joegoslavië (2) Oostenrijk (2) Spanje (2) Zuid-Korea (2) Zwitserland (2) België (1) Denemarken (1) Griekenland (1) | Luxemburg (1) Mexico (1) Nederland (1) Roemenië (1) Zweden (1) |

## Medailleverdeling
De twaalf medailles gingen deze editie naar vier landen. Zes gingen er naar de Sovjet-Unie, drie naar Frankrijk, twee naar de Verenigde Staten en voor het eerst ging er een medaille naar China.
In het jongenstoernooi stonden net als bij de vorige editie drie jongens op het erepodium die hun eerste medaille behaalden. Het goud en zilver ging naar twee debutanten. Vasili Eremenko werd de zestiende wereldkampioen en hij was hiermee de zevende die uit de Sovjet-Unie kwam, plaats twee werd ingenomen door zijn landgenoot Alexander Abt. Het brons ging naar Nicolas Pétorin die voor de derdemaal deelnam en hiermee na de in 1983 door Philippe Roncoli behaalde zilveren medaille het tweede eremetaal voor Frankrijk bij de jongens behaalde.
In het meisjestoernooi werd Surya Bonaly de zestiende wereldkampioene, zij was de eerste Française die deze titel behaalde. Het was haar derde opeenvolgende medaille, in 1989 behaalde ze brons, in 1990 zilver. Zij was hiermee het tweede meisje dat driemaal eremetaal behaalde, de Duitse Susanna Becher was de eerste, zij behaalde van 1985-1987 drie keer zilver. Het zilver en brons ging naar twee debutanten. Op plaats twee eindigde de Amerikaanse Lisa Ervin en op plaats drie de Chinese Chen Lu die hiermee de eerste medaille voor China in een ISU-kampioenschap behaalde.
Voor de eerste keer op zestien edities was het erepodium in een van de vier kampioenschappen een kopie van het jaar ervoor. Deze eer viel te beurt in het paarrijden waar de drie paren hun tweede medaille behaalden. Het Sovjet-paar Natalia Krestianinova / Alexi Torchinski prolongeerden hun titel, de elfde voor hun vaderland. Zij waren hiermee het vierde paar die deze prestatie leverden en traden daarmee in de voetsporen van hun landgenoten Larisa Seleznova / Oleg Makarov (1980, 1981), Marina Avstriskaia / Yuri Kvashnin (1982, 1983) en Elena Leonova / Gennadi Krasnitski (1986, 1987). Hun landgenoten Svetlana Pristav / Vladislav Tkachenko wonnen de zilveren medaille en het Amerikaanse paar Jennifer Heurlin / John Frederiksen de bronzen medaille.
In het ijsdansen werden de titelhouders Marina Anissina / Ilja Averboech die zelf als vierde eindigden, opgevolgd door de debutanten Aliki Stergiadu / Yuri Razguliaiev, zij waren het twaalfde kampioenspaar en ze zorgden er hiermee voor dat de titel voor de veertiende keer en voor het veertiende opeenvolgende jaar naar de Sovjet-Unie ging. De zilveren medaille werd bij hun derde deelname behaald door het Franse paar Marina Morel / Gwendal Peizerat, zij behaalden de zesde medaille voor hun vaderland bij het ijsdansen. Op plaats drie eindigden de zilverenmedaillewinnaars van vorig jaar, het Sovjet-paar Elena Kustarova / Sergei Romashkin.
| Onderdeel | Goud                                     | Zilver                                 | Brons                               |
| --------- | ---------------------------------------- | -------------------------------------- | ----------------------------------- |
| Jongens   | Vasili Eremenko                          | Alexander Abt                          | Nicolas Pétorin                     |
| Meisjes   | Surya Bonaly                             | Lisa Ervin                             | Chen Lu                             |
| Paren     | Natalia Krestianinova / Alexi Torchinski | Svetlana Pristav / Vladislav Tkachenko | Jennifer Heurlin / John Frederiksen |
| IJsdansen | Aliki Stergiadu / Yuri Razguliaiev       | Marina Morel / Gwendal Peizerat        | Elena Kustarova / Sergei Romashkin  |

## Uitslagen
| #                   | naam (deelname)        | land                             |
| ------------------- | ---------------------- | -------------------------------- |
| Goud                | Vasili Eremenko        | Vlag van Sovjet-Unie             |
| Zilver              | Alexander Abt          | Vlag van Sovjet-Unie             |
| Brons               | Nicolas Pétorin (3)    | Vlag van Frankrijk               |
| 04                  | Scott Davis (2)        | Vlag van Verenigde Staten        |
| 05                  | Philippe Candeloro (5) | Vlag van Frankrijk               |
| 06                  | Evgeni Pliuta          | Vlag van Sovjet-Unie             |
| 07                  | Fumihiro Oikawa (2)    | Vlag van Japan                   |
| 08                  | Jan Kannegießer        | Vlag van Duitsland               |
| 09                  | Ryan Hunka             | Vlag van Verenigde Staten        |
| 10                  | John Baldwin jr. (2)   | Vlag van Verenigde Staten        |
| 11                  | Luiz Mariano Taifas    | Vlag van Roemenië                |
| 12                  | Gaku Aiyoshi           | Vlag van Japan                   |
| 13                  | Matthew Powers         | Vlag van Canada                  |
| 14                  | Gilberto Viadana (2)   | Vlag van Italië                  |
| 15                  | Mirko Müller           | Vlag van Duitsland               |
| 16                  | An Yong-il             | Vlag van Noord-Korea             |
| 17                  | Michael Tyllesen (3)   | Vlag van Denemarken              |
| 18                  | Lance Vipond           | Vlag van Canada                  |
| 19                  | Li Xiaodong            | Vlag van China                   |
| 20                  | Eran Sragowicz         | Vlag van Duitsland               |
| Finale niet bereikt |                        |                                  |
| 21                  | Clive Shorten          | Vlag van Verenigd Koninkrijk     |
| 22                  | Robert Grzegorczyk (2) | Vlag van Polen                   |
| 23                  | Stuart Bell            | Vlag van Verenigd Koninkrijk     |
| 24                  | Rastislav Vnučko       | Vlag van Tsjecho-Slowakije       |
| 25                  | Markus Leminen         | Vlag van Finland                 |
| 26                  | Adam Hart              | Vlag van Australië               |
| 27                  | Kim Se-yol (3)         | Vlag van Zuid-Korea              |
| 28                  | Luka Klasinc           | Vlag van Joegoslavië (1943-1992) |
| 29                  | Balázs Grencsér        | Vlag van Hongarije               |
| 30                  | Ivan Dinev             | Vlag van Bulgarije               |
| 31                  | Sergio Canovas         | Vlag van Spanje                  |

| #                   | naam (deelname)           | land                             |
| ------------------- | ------------------------- | -------------------------------- |
| Goud                | Surya Bonaly (4)          | Vlag van Frankrijk               |
| Zilver              | Lisa Ervin                | Vlag van Verenigde Staten        |
| Brons               | Chen Lu                   | Vlag van China                   |
| 04                  | Nicole Bobek              | Vlag van Verenigde Staten        |
| 05                  | Lenka Kulovaná (2)        | Vlag van Tsjecho-Slowakije       |
| 06                  | Laetitia Hubert (2)       | Vlag van Frankrijk               |
| 07                  | Yulia Potapova            | Vlag van Sovjet-Unie             |
| 08                  | Susanne Mildenberger (3)  | Vlag van Duitsland               |
| 09                  | Sabrina Tschudi           | Vlag van Zwitserland             |
| 10                  | Julia Vorobieva           | Vlag van Sovjet-Unie             |
| 11                  | Yukiko Kawasaki           | Vlag van Japan                   |
| 12                  | Claudia Unger (2)         | Vlag van Duitsland               |
| 13                  | Katja Günther             | Vlag van Duitsland               |
| 14                  | Rena Inoue                | Vlag van Japan                   |
| 15                  | Zuzanna Szwed             | Vlag van Polen                   |
| 16                  | Mary Angela Larmer Wilson | Vlag van Canada                  |
| 17                  | Sharon Coulson            | Vlag van Verenigd Koninkrijk     |
| 18                  | Sandra Garde (4)          | Vlag van Frankrijk               |
| 19                  | Emilia Nagy               | Vlag van Hongarije               |
| 20                  | Lee Eun-hee (3)           | Vlag van Zuid-Korea              |
| Finale niet bereikt |                           |                                  |
| 21                  | Melita Juratek            | Vlag van Joegoslavië (1943-1992) |
| 22                  | Kaisa Kella (2)           | Vlag van Finland                 |
| 23                  | Cathrin Degler            | Vlag van Duitsland               |
| 24                  | Miriam Manzano            | Vlag van Australië               |
| 25                  | Tsvetelina Abrasheva      | Vlag van Bulgarije               |
| 26                  | Mari Kobayashi (3)        | Vlag van Japan                   |
| 27                  | Melanie Friedreich (2)    | Vlag van Oostenrijk              |
| 28                  | Isabelle Balhan (3)       | Vlag van België                  |
| 29                  | Linda Wallmark            | Vlag van Zweden                  |
| 30                  | Monique van der Velden    | Vlag van Nederland               |
| 31                  | Gyong-Ok Lee              | Vlag van Noord-Korea             |
| 32                  | Alexandra Stamataki       | Vlag van Griekenland             |
| 33                  | Sarah Badiani             | Vlag van Italië                  |
| 34                  | Debbie Klestadt           | Vlag van Luxemburg               |
| 35                  | Marta Senra               | Vlag van Spanje                  |
| 36                  | Mayda Navarro             | Vlag van Mexico                  |

| #      | naam (deelname)                                | land                         |
| ------ | ---------------------------------------------- | ---------------------------- |
| Goud   | Natalia Krestianinova (2) Alexi Torchinski (2) | Vlag van Sovjet-Unie         |
| Zilver | Svetlana Pristav (2) Vladislav Tkachenko (2)   | Vlag van Sovjet-Unie         |
| Brons  | Jennifer Heurlin (4) John Frederiksen (4)      | Vlag van Verenigde Staten    |
| 04     | Oksana Kazakova Andrei Mokhov                  | Vlag van Sovjet-Unie         |
| 05     | Aimee Offner (2) Brian Helgenberg (2)          | Vlag van Verenigde Staten    |
| 06     | Nicole Sciarrotta Gregory Sciarrotta           | Vlag van Verenigde Staten    |
| 07     | Caroline Haddad Jean-Sébastien Fecteau         | Vlag van Canada              |
| 08     | Allison Gaylor John Robinson                   | Vlag van Canada              |
| 09     | Patricia Cardoso Jean Francois Cote            | Vlag van Canada              |
| 10     | Beata Szymłowska (2) Mariusz Siudek (2)        | Vlag van Polen               |
| 11     | Xie Maomao Zhao Hongbo                         | Vlag van China               |
| 12     | Jasmin Schützenmeister Jan Grüske-Weißenbach   | Vlag van Duitsland           |
| 13     | Ok Ran-go Gwang Ho-kim                         | Vlag van Noord-Korea         |
| 14     | Victoria Pearce Clive Shorten                  | Vlag van Verenigd Koninkrijk |
| 15     | Leslie Monod (2) Cédric Monod (2)              | Vlag van Zwitserland         |
| 16     | Silvia Martina Claudio Fico                    | Vlag van Italië              |

| #      | naam (deelname)                                       | land                         |
| ------ | ----------------------------------------------------- | ---------------------------- |
| Goud   | Aliki Stergiadu Yuri Razguliaiev                      | Vlag van Sovjet-Unie         |
| Zilver | Marina Morel (3) Gwendal Peizerat (3)                 | Vlag van Frankrijk           |
| Brons  | Elena Kustarova (2) Sergei Romashkin (2)              | Vlag van Sovjet-Unie         |
| 04     | Marina Anissina (2) Ilja Averboech (2)                | Vlag van Sovjet-Unie         |
| 05     | Marie-France Dubreuil (3) Bruno Yvars (3)             | Vlag van Canada              |
| 06     | Virginie Vuillemin (2) Remi Jacquemard (2)            | Vlag van Frankrijk           |
| 07     | Martine Patenaude (2) Eric Massé (2)                  | Vlag van Canada              |
| 08     | Amélie Dion Alexandre Alain                           | Vlag van Canada              |
| 09     | Kimberley Callahan Robert Paul                        | Vlag van Verenigde Staten    |
| 10     | Barbara Fusar-Poli (2) Matteo Bonfa (2)               | Vlag van Italië              |
| 11     | Viera Poráčová Pavol Poráč                            | Vlag van Tsjecho-Slowakije   |
| 12     | Agnieszka Domańska Marcin Głowacki (3)                | Vlag van Polen               |
| 13     | Noémi Vedres (2) Endre Szentirmai (2)                 | Vlag van Hongarije           |
| 14     | Laurie Baker David Kastan                             | Vlag van Verenigde Staten    |
| 15     | Kati Winkler / René Lohse                             | Vlag van Duitsland           |
| 16     | Daria-Larissa Maritczak (2) Ihor-Andrij Maritczak (2) | Vlag van Oostenrijk          |
| 17     | Lisa Sheehan (2) Lachlan Coombe                       | Vlag van Verenigd Koninkrijk |
| 18     | Sylvia Rau Alexander Dworak                           | Vlag van Duitsland           |
| 19     | Sylwia Nowak Sebastian Kolasiński                     | Vlag van Polen               |
| 20     | Sun Ae-ryu Yong Ho-kim                                | Vlag van Noord-Korea         |

Medaillewinnaars

Jongens · 
Meisjes · 
Paren · 
IJsdansen

 Toernooi

1976 · 
1977 · 
1978 · 
1979 · 
1980 · 
1981 · 
1982 · 
1983 · 
1984 · 
1985 · 
1986 · 
1987 · 
1988 · 
1989 · 
1990 · 
1991 · 
1992 · 
1993 · 
1994 · 
1995 · 
1996 · 
1997 · 
1998 · 
1999 · 
2000 · 
2001 · 
2002 · 
2003 · 
2004 · 
2005 · 
2006 · 
2007 · 
2008 · 
2009 · 
2010 ·
2011 ·
2012 ·
2013 ·
2014 ·
2015 ·
2016 ·
2017 ·
2018 ·
2019 · 
2020

 ISU-kampioenschappen

WK kunstschaatsen · 
EK kunstschaatsen · 
Viercontinentenkampioenschap · 
Olympische Spelen